# Håkan Hellströms diskografi
Håkan Hellström är en svensk pop- och vissångare, musiker och låtskrivare. Hans diskografi omfattar elva studioalbum, ett samlingsalbum, tre EP-skivor, två live-videor samt 22 singlar.
Hellström gjorde sina första skivsläpp i indiepopgruppen Honey Is Cool, med vilka han spelade trummor på de två första albumen Focky Focky No Pay (1995) och Crazy Love (1997). 1998 medverkade han även som basist på rockbandet Broder Daniels tredje album, Broder Daniel Forever.
År 2000 solodebuterade han med albumet Känn ingen sorg för mig Göteborg. De två första albumen gavs ut på skivbolaget Virgin Records, medan han varit signerad till svenska EMI sedan 2005 och framåt. Dessutom har i stort sett samtliga album och singlar även givits ut på det oberoende skivbolaget Dolores Recordings. Alla studioalbum har legat etta på den svenska albumlistan, utom Ett kolikbarns bekännelser, som högst nådde andraplats. Hellström har även spelat in 12 officiella musikvideor, där Magnus Rösman och Daniel Eskils har varit återkommande regissörer.

## Album

### Studioalbum
| År   | Titel Skivbolag                                          | Högsta placeringar | Högsta placeringar | Datum för släpp  |
| År   | Titel Skivbolag                                          | SWE                | NOR                | Datum för släpp  |
| ---- | -------------------------------------------------------- | ------------------ | ------------------ | ---------------- |
| 2000 | Känn ingen sorg för mig Göteborg Virgin, Dolores         | 1 (46 veckor)      | 21 (14 veckor)     | 16 oktober 2000  |
| 2002 | Det är så jag säger det Virgin, Dolores                  | 1 (17 veckor)      | 3 (10 veckor)      | 28 oktober 2002  |
| 2005 | Ett kolikbarns bekännelser EMI, Dolores                  | 2 (19 veckor)      | 9 (3 veckor)       | 16 februari 2005 |
| 2005 | Nåt gammalt, nåt nytt, nåt lånat, nåt blått EMI, Dolores | 1 (23 veckor)      | –                  | 28 december 2005 |
| 2008 | För sent för edelweiss EMI, Dolores                      | 1 (34 veckor)      | 19 (3 veckor)      | 26 mars 2008     |
| 2010 | 2 steg från Paradise Universal, Stranded                 | 1 (39 veckor)      | 4 (6 veckor)       | 13 oktober 2010  |
| 2013 | Det kommer aldrig va över för mig Universal, Stranded    | 1 (... veckor)     | 2 (7 veckor)       | 17 april 2013    |
| 2016 | Du gamla du fria Warner Music, Woah Dad!                 | 1 (52 veckor)      | 9 (3 veckor)       | 26 augusti 2016  |
| 2018 | Illusioner Warner Music, Woah Dad!                       | —                  | —                  | 14 december 2018 |
| 2020 | Rampljus del 1 Warner Music, Woah Dad!                   | —                  | —                  | 15 maj 2020      |
| 2020 | Rampljus del 2 Warner Music, Woah Dad!                   | —                  | —                  | augusti 2020     |
| 2023 | Poetiska försök                                          | —                  | —                  | 28 april 2023    |

### Livealbum
| År   | Albuminformation | SVE | Certifikat     |
| ---- | --- | --- | -------------- |
| 2014 | Håkan boma ye! - Släppt: 5 december 2014 - Skivbolag: Kamikaze, Woah Dad! - Format: 3xCD, 4xLP, digital nedladdning | 1   | - SVE: platina |

### Samlingsalbum
| År   | Albuminformation                                                                                                | SVE |
| ---- | --- | --- |
| 2010 | Samlade singlar 2000–2010 - Släppt: 23 juni 2010 - Skivbolag: EMI, Virgin - Format: CD, LP, digital nedladdning | 4   |

## EP-skivor
| 2002                                                | Luften bor i mina steg - Släppt: 21 januari 2002 - Skivbolag: Virgin, Dolores - Format: CD, vinyl, digital nedladdning | 1  | 8 |
| 2016                                                | 1974 - Släppt: 29 april 2016 - Skivbolag: Warner Music, Woah Dad! - Format: CD, vinyl, digital nedladdning, strömning  | –  | – |
| 2025                                                | Gå för glory - Släppt: 17 januari 2025 - Skivbolag: Tro & Tvivel - Format: Vinyl, strömning                            | 47 |   |
| "—" betecknar ett album som inte gick in på listan. | |    |   |
|                                                     | |    |   |

## Singlar

### Som huvudartist
| 2000                                                | "Känn ingen sorg för mig Göteborg"                                            | 29 | – | - SVE: platina    | Känn ingen sorg för mig Göteborg            |
| 2000                                                | "Ramlar"                                                                      | 48 | – |                   | Känn ingen sorg för mig Göteborg            |
| 2001                                                | "En vän med en bil"                                                           | 27 | – |                   | Känn ingen sorg för mig Göteborg            |
| 2001                                                | "Nu kan du få mig så lätt"                                                    | 54 | – |                   | Känn ingen sorg för mig Göteborg            |
| 2002                                                | "Kom igen Lena!"                                                              | 2  | 8 | - SVE: guld       | Det är så jag säger det                     |
| 2003                                                | "Den fulaste flickan i världen"                                               | 22 | – |                   | Det är så jag säger det                     |
| 2003                                                | "Mitt Gullbergs kaj paradis"                                                  | 6  | – |                   | Det är så jag säger det                     |
| 2005                                                | "En midsommarnattsdröm"                                                       | 1  | – |                   | Ett kolikbarns bekännelser                  |
| 2005                                                | "Dom kommer kliva på dig igen"                                                | 24 | – |                   | Ett kolikbarns bekännelser                  |
| 2005                                                | "Gårdakvarnar och skit"                                                       | 42 | – |                   | Ett kolikbarns bekännelser                  |
| 2005                                                | "13"                                                                          | 6  | – |                   | Nåt gammalt, nåt nytt, nåt lånat, nåt blått |
| 2006                                                | "Jag hatar att jag älskar dig och jag älskar dig så mycket att jag hatar mig" | 8  | – |                   | Nåt gammalt, nåt nytt, nåt lånat, nåt blått |
| 2006                                                | "Klubbland"                                                                   | 33 | – |                   | Nåt gammalt, nåt nytt, nåt lånat, nåt blått |
| 2008                                                | "För en lång lång tid"                                                        | 8  | – | - SVE: guld       | För sent för edelweiss                      |
| 2008                                                | "Kär i en ängel"                                                              | 51 | – |                   | För sent för edelweiss                      |
| 2008                                                | "Jag vet inte vem jag är men jag vet att jag är din"                          | 60 | – |                   | För sent för edelweiss                      |
| 2010                                                | "Saknade te havs" (Dubbel A-sida med "River en vacker dröm")                  | 7  | – |                   | 2 steg från Paradise                        |
| 2010                                                | "River en vacker dröm" (Dubbel A-sida med "Saknade te havs")                  | 6  | – |                   | 2 steg från Paradise                        |
| 2010                                                | "Jag vet vilken dy hon varit i"                                               | –  | – |                   | 2 steg från Paradise                        |
| 2013                                                | "Det kommer aldrig va över för mig"                                           | 2  | – | - SVE: 3× platina | Det kommer aldrig va över för mig           |
| 2016                                                | "Din tid kommer"                                                              | 5  | – | - SVE: 3× platina | 1974                                        |
| 2016                                                | "Hon är en Runaway"                                                           | 19 | – |                   | 1974                                        |
| 2016                                                | "Brinner in the Shit"                                                         | 42 | – |                   | 1974                                        |
| 2020                                                | "Tillsammans i mörker"                                                        | –  | – |                   |                                             |
| "—" betecknar en singel som inte gick in på listan. |                                                                               |    |   |                   |                                             |

### Gästsinglar
| År   | Titel                              | SVE | Album                             |
| ---- | ---------------------------------- | --- | --------------------------------- |
| 2005 | "Konfettiregn" (med Eldkvarn)      | 46  | Atlantis                          |
| 2013 | "Hela huset" (med Veronica Maggio) | 8   | Handen i fickan fast jag bryr mig |

## Andra listnoterade låtar
| År   | Titel                                                                  | SVE | Album                                 |
| ---- | ---------------------------------------------------------------------- | --- | ------------------------------------- |
| 2010 | "Det här är min tid, Pt. 2"                                            | 57  | 2 steg från Paradise (Deluxe Version) |
| 2013 | "Pistol"                                                               | 18  | Det kommer aldrig va över för mig     |
| 2013 | "Valborg"                                                              | 11  | Det kommer aldrig va över för mig     |
| 2013 | "Du kan gå din egen väg"                                               | 22  | Det kommer aldrig va över för mig     |
| 2013 | "När lyktorna tänds"                                                   | 26  | Det kommer aldrig va över för mig     |
| 2013 | "Tänd strålkastarna"                                                   | 36  | Det kommer aldrig va över för mig     |
| 2013 | "Livets teater"                                                        | 34  | Det kommer aldrig va över för mig     |
| 2013 | "Fri till slut"                                                        | 31  | Det kommer aldrig va över för mig     |
| 2013 | "Street Hustle"                                                        | 43  | Det kommer aldrig va över för mig     |
| 2013 | "Det tog så lång tid att bli ung"                                      | 41  | Det kommer aldrig va över för mig     |
| 2016 | "Lämna mig inte i det här skicket"                                     | 50  | 1974                                  |
| 2016 | "#10 Dream"                                                            | 67  | Du gamla du fria                      |
| 2016 | "I sprickorna kommer ljuset in"                                        | 31  | Du gamla du fria                      |
| 2016 | "Runaway (fri som en byrd)"                                            | 51  | Du gamla du fria                      |
| 2016 | "Öppen genom hela natten"                                              | 47  | Du gamla du fria                      |
| 2016 | "Jag utan dig"                                                         | 43  | Du gamla du fria                      |
| 2016 | "Pärlor" (NEIKED Remix)                                                | 39  | Du gamla du fria                      |
| 2016 | "Du gamla (That's Alright Since My Soul Got a Seat Up in the Kingdom)" | 61  | Du gamla du fria                      |
| 2016 | "Elefanten & sparven"                                                  | 60  | Du gamla du fria                      |
| 2016 | "Hoppas att det ska gå bra för de yngre också"                         | 58  | Du gamla du fria                      |
| 2016 | "Ingen oro, tjabo!"                                                    | 56  | Du gamla du fria                      |
| 2016 | "Du fria"                                                              | 62  | Du gamla du fria                      |

## Videografi

### Videoalbum
| År   | Information                                                                       | Kommentar                                                             |
| ---- | --------------------------------------------------------------------------------- | --------------------------------------------------------------------- |
| 2003 | Explodera Bateria! - Utgivning: 26 november 2003 - Bolag: EMI - Format: DVD       | Livevideo inspelad i Lisebergshallen i Göteborg den 20 december 2002. |
| 2009 | Live på Peace & Love 2009 - Utgivning: 7 december 2009 - Bolag: EMI - Format: DVD | Livevideo inspelad på Peace & Love i Borlänge den 27 juni 2009.       |
| 2018 | Abrakadabra - Utgivning: 1 april 2018 - Format: DVD                               | Livevideo inspelad på Ullevi i Göteborg 4 samt 5 juni 2016            |

### Filmer
| År   | Information                                                                              | Kommentar                                                                         |
| ---- | ---------------------------------------------------------------------------------------- | --------------------------------------------------------------------------------- |
| 2011 | 2 steg från Håkan - Utgivning: 2 november 2011 - Bolag: STARK Film & Event - Format: DVD | Retrospektiv dokumentär om Håkan Hellström med fokus på mediahysterin runt honom. |
| 2013 | Känn ingen sorg - Utgivning: 2013 - Bolag: Acne Drama - Format: DVD                      | Långfilm baserad på Håkan Hellströms låtar med Adam Lundgren i huvudrollen.       |

### Musikvideor
| År   | Titel                               | Regissör(er)                     | Ref.   |
| ---- | ----------------------------------- | -------------------------------- | ------ |
| 2000 | "Känn ingen sorg för mig Göteborg"  | Fredrik Egerstrand, Louise Storm | [ 14 ] |
| 2000 | "Ramlar"                            | Magnus Rösman                    | [ 15 ] |
| 2001 | "En vän med en bil"                 | Karl-Johan Larsson               | [ 15 ] |
| 2001 | "Nu kan du få mig så lätt"          | Magnus Rösman                    | [ 15 ] |
| 2002 | "Kom igen Lena!"                    | Joakim Åhlund                    | [ 16 ] |
| 2003 | "Den fulaste flickan i världen"     | Magnus Rösman                    | [ 17 ] |
| 2005 | "En midsommarnattsdröm"             | Johannes Nyholm, Reala           | [ 18 ] |
| 2005 | "Dom kommer kliva på dig igen"      | Daniel Eskils, Johan Juncker     | [ 19 ] |
| 2005 | "Gårdakvarnar och skit"             | Daniel Eskils                    | [ 20 ] |
| 2005 | "13"                                | Rikard Uddenberg                 | [ 21 ] |
| 2008 | "För en lång lång tid"              | Daniel Eskils                    | [ 22 ] |
| 2008 | "Kär i en ängel"                    | Magnus Renfors                   | [ 23 ] |
| 2010 | "River en vacker dröm"              | Torbjörn Martin                  | [ 24 ] |
| 2010 | "Jag vet vilken dy hon varit i"     | Torbjörn Martin                  |        |
| 2013 | "Det kommer aldrig va över för mig" | Björn Fävremark, John Boisen     | [ 25 ] |

## Gästmedverkan
- Trummor på "Citizen Bird" från albumet Citizen Bird (2001) av Silverbullit
- Sång på "Hundår" från albumet Omertà (2003) av The Latin Kings
- Sång på "We Hate It When Our Friends Become Successful" från albumet Universal Poplab (2004) av Universal Poplab
- Sång på "Blam Blam Fever" från albumet Two Nights with Club Killers (2005) av Club Killers